# WD-40

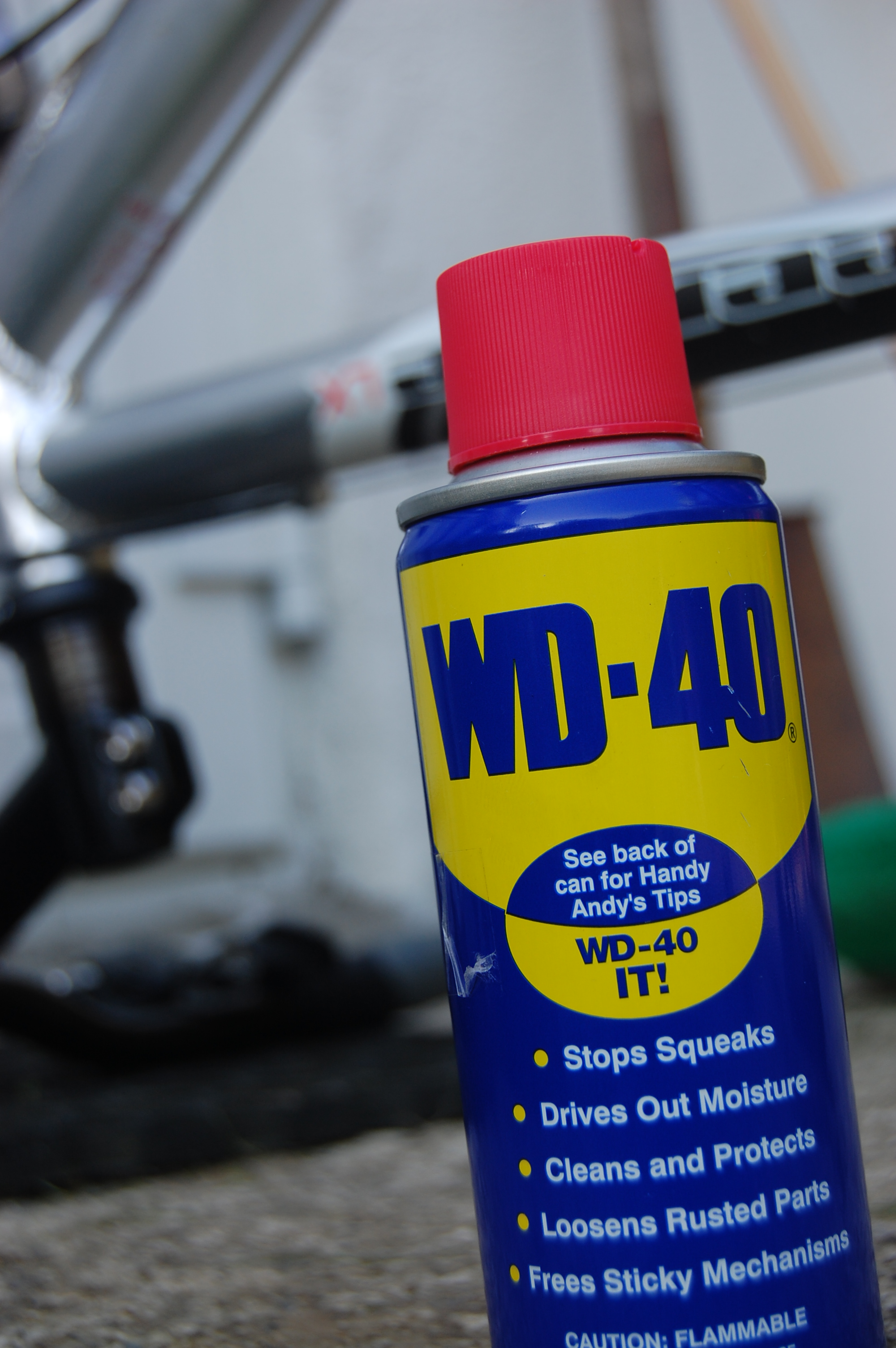
WD-40の缶

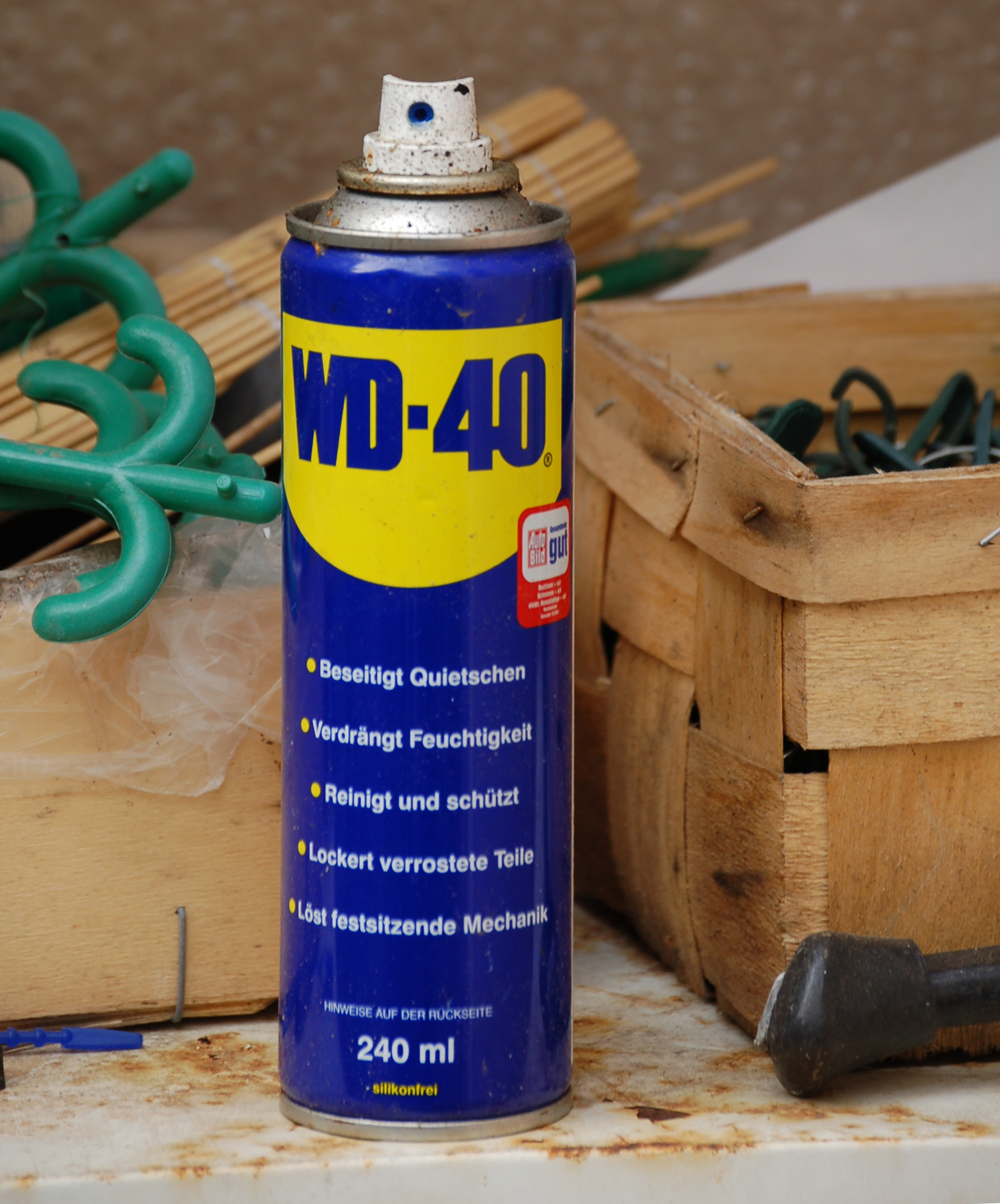
ドイツのWD-40

WD-40はアメリカ合衆国に本社をおく工業製品メーカー。および同社の主力の浸透性防錆潤滑剤の商品名。
商品としてのWD-40は多くの小売店で入手できる潤滑スプレーである。1953年にロケットケミカルカンパニー（カリフォルニア州サンディエゴ）の創始者、ノーム・ラーソンによって開発された。撥水と腐食防止が本来の目的で、その後、家庭内の様々な用途に使用されるようになった。
WD-40は「Water Displacement - 40th Attempt(水置換の40回目の試作)」の意。ラーソンは、腐食防止を目的として、腐食の原因となる淀んで溜まった水を置換するための配合法の作成を試み、40回目の試作で成功した。WD-40は主として、様々な炭化水素から成る。
WD-40を初めて使用したのはコンベアで、アトラスミサイルの外装を錆や腐食から保護するためだった。1958年、サンディエゴで一般用の製品の流通が始まった。
沖縄を除き日本国内での輸入代理店は度々変遷を経てきており2022年9月からはメテオAPACが代理店となっている。それ以前はエステーのグループ会社であるエステートレーディングが販売していた。沖縄においてはファーイーストサービスが1973年に極東での販売ライセンスを取得しており、沖縄での販売総代理店となっていた。このため沖縄県内でのみ販売されているWD-40製品も存在する。
2024年1月よりメテオAPACが沖縄の販売権を取得しており、沖縄を含む日本全国の輸入販売総代理店となっている。

## 効能
長期間持続する有効成分は不揮発性の粘性油で、WD-40を使用した物体の表面に残り、潤滑と湿気からの保護をもたらす。この成分は、噴霧ができる低粘性液体とするため、揮発性炭化水素で希釈されており、それ故、物体の隙間に入り込むことができる。噴霧後、揮発性炭化水素は蒸発し、油分が残る。噴霧用の高圧ガスは、当初は低分子量の炭化水素で、現在は二酸化炭素である。
このような特性が、家庭および商業分野においてWD-40を実用的なものにしている。機械等のジョイントやヒンジへの注油、汚れやカスの除去、固いネジやボルトを緩める、錆の防止、湿気の防止などの使い方がある。
自動車への使用例としては、劣化したヘッドライトの透明度回復や、未塗装樹脂の洗浄、艶だし効果が期待出来る。

## 配合
WD-40の配合法は企業秘密である。また、構成要素の完全な開示を避けるため、特許を取っていない。WD-40の主な構成要素は、アメリカの化学物質安全性データシートによると以下の通りである。
- 50%：ストッダード溶剤（別名、ホワイトスピリットまたはミネラルスピリット。主にヘキサン。多少ケロシンに似ている）
- 25%：液化石油ガス（おそらく、噴射用の高圧ガス。現在では、WD-40の相当な可燃性を抑えるため二酸化炭素が使用されている）
- 15%以上：鉱油（軽潤滑油）
- 10%以下：不活性成分

EUの化学物質安全性データシートのドイツ版には、以下の安全性関連原料が挙げられている。
- 60 - 80%：水素化処理重質ナフサ（石油製品）
- 1 - 5%：二酸化炭素

また、このデータはWD-40を使用する際のリスクとして、可燃性と、WD-40に頻繁にさらされた場合の人体の皮膚への影響を記載している。使用の際は、ニトリルゴムの手袋と安全メガネの装着が望ましい。WD-40が燃えた際の消火には、水は避けたほうがよい。
「WD-40の主要原料は魚油である」という良く知られた都市伝説がある。WD-40の公式ウェブサイトには、石油ベースの製品であると記されている。

## 会社の概要

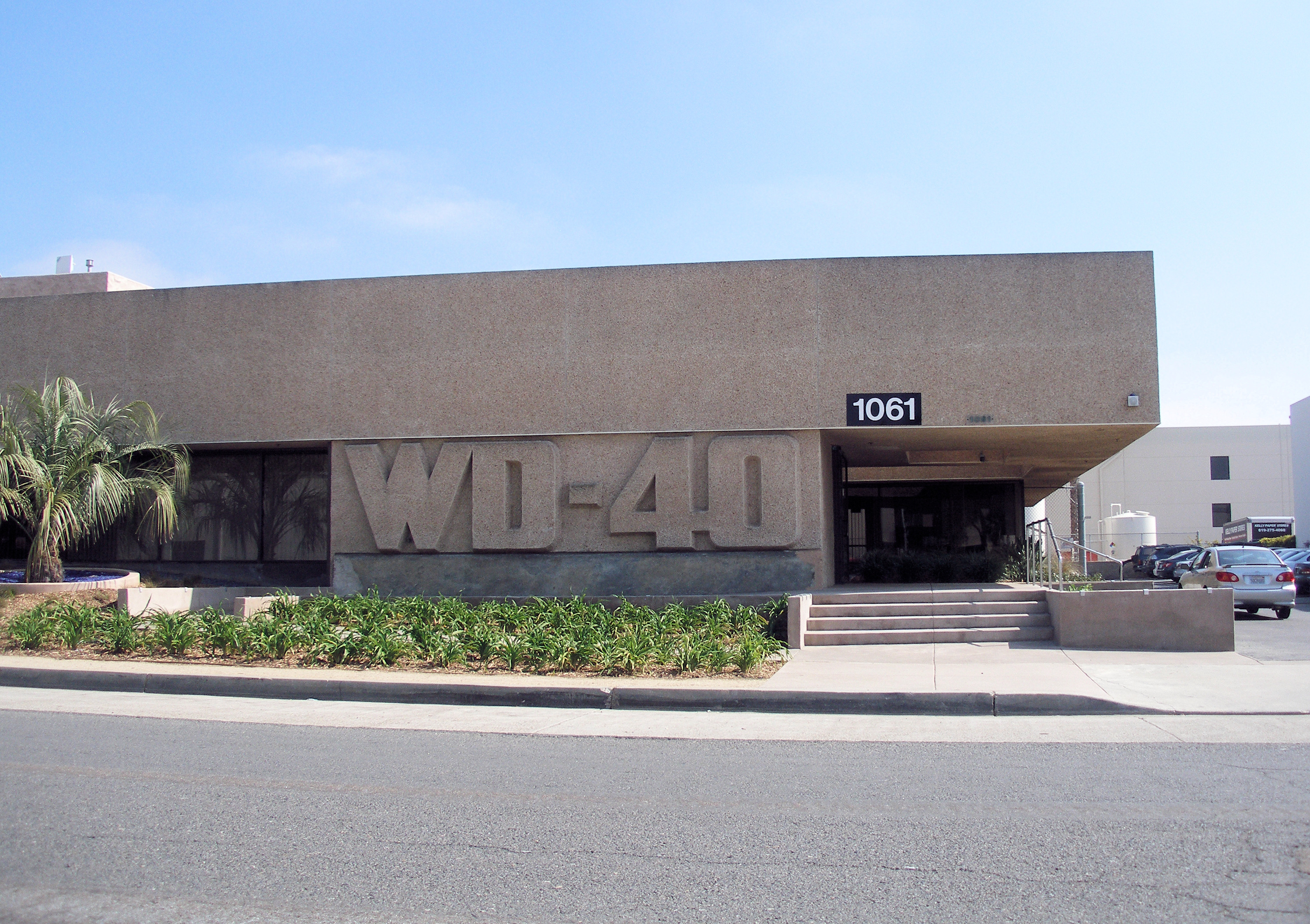
サンディエゴのWD-40カンパニー本社

1953年、ロケットケミカルカンパニー設立。1969年、ジョン・S・バリーが社長兼CEOとなり、当時唯一の製品だったWD-40にちなみ、社名をWD-40カンパニーへ変更した。2009年7月3日、バリーは死去した。伝えられるところによると、社名を変更したのは、ロケットケミカルカンパニーだがロケットを作っていないことが理由だとされる。1973年に株式公開。NASDAQのティッカーシンボルは、WDFC。ここ数年、家庭用品を扱う会社を数社買収し、3-In-One Oil、Lava、Spot Shot、X/14、Carpet Fresh、2000 Flushesなどの製品をラインナップに加えた。現在もカリフォルニア州サンディエゴにオフィスがある。現在、世界160カ国以上で製品を展開している。2003年、2億3810万ドルの売り上げを記録した。

## 参考
- WD-40 - IHC/McCormick-Deeringが1930年代に生産したディーゼルトラクター
- スパイ・ハード - コードネームがWD-40のエージェントが登場する映画

### 類似製品
- CRC 5-56 日本では呉工業が製造・販売。同種製品では日本国内シェア一位。
- BELLHAMMER　日本ではスズキ機工が製造・販売。
- Penetrating oil
- Selleys RP7
- GT85
- Zorrik 88
- Caramba (in Europe/Germany), marketed since 1874, trademarked in 1903.
- MOS6 by Molycote
- Boeing Boeshield T-9